# Wereldkampioenschappen veldrijden 2023 - Vrouwen elite
Het wereldkampioenschap veldrijden 2023 voor vrouwen elite werd gehouden op zaterdag 4 februari 2023 in Hoogerheide in Nederland.

## Voorbeschouwing
Vooraf werd een tweestrijd verwacht tussen Puck Pieterse en Fem van Empel. Het seizoen was gedomineerd door het podium van de beloften van vorig jaar, drie 20-jarigen. Van Empel stapte voor het Europese kampioenschap over naar de elite en won, Pieterse stapte voor het Nederlandse kampioenschap over naar de elite en won. Alleen Shirin van Anrooij bleef nog even bij de beloften.
De titelverdedigster Marianne Vos ontbrak op het WK in eigen provincie, vanwege fysieke problemen. Aniek van Alphen meldde zich ziek en werd vervangen door Manon Bakker.

## Wedstrijdverloop
Inge van der Heijden had de beste start. Van Empel was ook goed weg, nam al snel de leiding over en wist een gaatje te slaan. Pieterse had bij de start moeite om in het pedaal te klikken, en ging ongeveer als tiende het veld in. Na een ronde lagen Van Empel en Pieterse voorop. Ze werden gevolgd door Lucinda Brand en Silvia Persico, de nummer twee en drie van vorig jaar, die al gauw vooraan aansloten. Ceylin del Carmen Alvarado, vorig jaar vierde, volgde op korte afstand.
In de ronde die volgde werden Brand en Alvarado op achterstand gereden, en een ronde later moest ook Persico laten gaan. Daarna viel het leidende duo stil en kon Brand weer aansluiten. Op dat moment maakte Pieterse een fout en kwam ze ten val. Hierop begon Van Empel een solo tot aan de finish. Pieterse kwam terug bij Brand en nam weer afstand. Ze vierde haar tweede plek met een wheelie. Persico versloeg Alvarado in de sprint om plek vijf.
Fem van Empel won zo haar eerste wereldtitel bij de senioren, nadat ze eerder in het seizoen naast de Europese kampioenschappen ook de Wereldbeker had gewonnen.

## Uitslag
| Pos.          | Renster                    | Land                | Tijd       |
| ------------- | -------------------------- | ------------------- | ---------- |
| Regenboogtrui | Fem van Empel              | Nederland           | 54'42"     |
| Zilver        | Puck Pieterse              | Nederland           | + 39"      |
| Brons         | Lucinda Brand              | Nederland           | + 1'11"    |
| 4             | Silvia Persico             | Italië              | + 1'45"    |
| 5             | Ceylin del Carmen Alvarado | Nederland           | + 1'46"    |
| 6             | Annemarie Worst            | Nederland           | + 2'14"    |
| 7             | Inge van der Heijden       | Nederland           | + 2'36"    |
| 8             | Denise Betsema             | Nederland           | + 2'41"    |
| 9             | Maghalie Rochette          | Canada              | + 2'55"    |
| 10            | Hélène Clauzel             | Frankrijk           | + 3'02"    |
| 11            | Blanka Vas                 | Hongarije           | + 3'06"    |
| 12            | Sara Casasola              | Italië              | + 3'08"    |
| 13            | Marion Norbert Riberolle   | België              | + 3'21"    |
| 14            | Alicia Franck              | België              | + 3'42"    |
| 15            | Laura Verdonschot          | België              | + 4'32"    |
| 16            | Clara Honsinger            | Verenigde Staten    | + 4'42"    |
| 17            | Manon Bakker               | Nederland           | + 4'53"    |
| 18            | Anna Kay                   | Verenigd Koninkrijk | + 5'01"    |
| 19            | Lucía González             | Spanje              | + 5'24"    |
| 20            | Perrine Clauzel            | Frankrijk           | + 5'43"    |
| 21            | Raylyn Nuss                | Verenigde Staten    | + 5'49"    |
| 22            | Zina Barhoumi              | Zwitserland         | + 6'34"    |
| 23            | Sae Ogawa                  | Japan               | + 6'41"    |
| 24            | Sofia Rodriguez Revert     | Spanje              | + 7'17"    |
| 25            | Sidney McGill              | Canada              | - 1 ronde  |
| 26            | Emma Belforth              | Zweden              | - 1 ronde  |
| 27            | Nadja Heigl                | Oostenrijk          | - 2 rondes |
| 28            | Antonia Bialek             | Polen               | - 2 rondes |

| Pos. | Punten | Prijzengeld |
| ---- | ------ | ----------- |
| 1    | 400    | € 5.000     |
| 2    | 360    | € 2.500     |
| 3    | 320    | € 1.250     |
| 4    | 280    | -           |
| 5    | 240    | -           |
| 6    | 200    | -           |
| 7    | 190    | -           |
| 8    | 180    | -           |
| 9    | 170    | -           |
| 10   | 160    | -           |
| 11   | 150    | -           |
| 12   | 140    | -           |
| 13   | 130    | -           |
| 14   | 120    | -           |
| 15   | 110    | -           |
| 16   | 100    | -           |
| 17   | 90     | -           |
| 18   | 80     | -           |
| 19   | 70     | -           |
| 20   | 60     | -           |
| 21   | 57     | -           |
| 22   | 54     | -           |
| 23   | 51     | -           |
| 24   | 48     | -           |
| 25   | 45     | -           |
| 26   | 42     | -           |
| 27   | 39     | -           |
| 28   | 36     | -           |
| 29   | 33     | -           |
| 30   | 30     | -           |
| 31   | 28     | -           |
| 32   | 26     | -           |
| 33   | 24     | -           |
| 34   | 22     | -           |
| 35   | 20     | -           |
| 36   | 18     | -           |
| 37   | 16     | -           |
| 38   | 14     | -           |
| 39   | 12     | -           |
| 40   | 10     | -           |
| 41-  | 5      | -           |

## Reglementen

### Landenquota
Het maximum aantal rijdsters per land werd bepaald aan de hand van de UCI wereldbeker landen ranking per zondag 1 januari 2023 (artikel 9.2.043):
| • Land 1 t/m 3:   | 7 startplaatsen + 3 reserves: Nederland, Frankrijk, België     |
| • Land 4 t/m 6:   | 6 startplaatsen + 3 reserves: Verenigde Staten, Italië, Spanje |
| • Overige landen: | 5 startplaatsen + 3 reserves                                   |

Daarnaast ontvingen de uittredend wereldkampioene, de winnares van de wereldbeker (artikel 9.2.044) en de continentale kampioenen (artikel 9.2.009) een persoonlijke startplaats:
| • Wereldkampioen 2022:            | Marianne Vos  |
| • Winnares wereldbeker 2022-2023: | Fem van Empel |
| • Europees kampioen 2022:         | Fem van Empel |
| • Pan-Amerikaanse kampioen 2022:  | Raylin Nuss   |

### Startvolgorde
De startvolgorde van het wereldkampioenschap was als volgt:
1. Top 8 wereldbekerklassement
2. UCI-ranking veldrijden
3. Niet gerangschikte rensters: per land in rotatie (o.b.v. het landenklassement van het laatste WK).[8]

2000 · 
2001 · 
2002 · 
2003 · 
2004 · 
2005 · 
2006 · 
2007 · 
2008 · 
2009 · 
2010 · 
2011 · 
2012 · 
2013 · 
2014 · 
2015 · 
2016 · 
2017 · 
2018 · 
2019 ·
2020 ·
2021 ·
2022 ·
2023 ·
2024 ·
2025